# The Flip
The Flip – album studyjny amerykańskiego saksofonisty jazzowego Hanka Mobleya, wydany z numerem katalogowym BST 84329 w 1969 roku przez Blue Note Records.

## Powstanie
Materiał na płytę został zarejestrowany 12 lipca 1969 roku w Studio Barclay w Paryżu. Produkcją albumu zajął się Francis Wolff.

## Lista utworów
Opracowano na podstawie materiału źródłowego:
Strona A
| Nr | Tytuł utworu     | Muzyka      | Długość |
| -- | ---------------- | ----------- | ------- |
| 1. | „The Flip”       | Hank Mobley | 9:00    |
| 2. | „Feelin’ Folksy” | Hank Mobley | 8:26    |
|    |                  |             | 17:26   |

Strona B
| Nr | Tytuł utworu           | Muzyka      | Długość |
| -- | ---------------------- | ----------- | ------- |
| 1. | „Snappin’ Out”         | Hank Mobley | 7:11    |
| 2. | „18th Hole”            | Hank Mobley | 5:57    |
| 3. | „Early Morning Stroll” | Hank Mobley | 6:50    |
|    |                        |             | 19:58   |

## Twórcy
Opracowano na podstawie materiału źródłowego.
Muzycy: 

- Hank Mobley – saksofon tenorowy
- Dizzy Reece – trąbka
- Slide Hampton – puzon
- Vince Benedetti – fortepian
- Alby Cullaz – kontrabas
- Philly Joe Jones – perkusja

Produkcja:
- Francis Wolff – produkcja muzyczna
- Jacques Yves Barral – inżynieria dźwięku
- Bob Venosa / Havona – projekt okładki
- Leonard Feather – liner notes